# خوآن آنتونیو سن اپیفانیو
خوآن آنتونیو سن اپیفانیو (اسپانیایی: Juan Antonio San Epifanio‎؛ زادهٔ ۱۲ ژوئن ۱۹۵۹) بازیکن بسکتبال اهل اسپانیا بود.
وی همچنین برندهٔ جوایزی همچون جایزه کرئو د سن ژردی شده‌است.
از باشگاه‌هایی که در آن بازی کرده‌است می‌توان به باشگاه فوتبال بارسلونا اشاره کرد.
وی در مسابقات کشوری و بین‌المللی در مجموع برندهٔ ۲ مدال نقره، ۳ مدال برنز شده‌است.